# Anröchte
Anröchte (Anröchteⓘ) là một đô thị ở huyện Soest, thuộc bang Nordrhein-Westfalen, Đức.
Đô thị này tọa lạc khoảng 13 km về phía nam Lippstadt, 15 km về phía đông của Soest.

## Các đô thị giáp ranh
- Bad Sassendorf
- Erwitte
- Rüthen
- Warstein

## Các khu vực dân cư
Sau cuộc cải cách chính quyền địa phương năm 1975, Anröchte có 10 khu phố:
- Anröchte (7.087 dân)
- Altengeseke (901 dân)
- Altenmellrich (370 dân)
- Berge (715 dân)
- Effeln (752 dân)
- Klieve (381 dân)
- Mellrich (767 dân)
- Robringhausen (153 dân)
- Uelde (330 dân)
- Waltringhausen (102 dân)

## Thành phố kết nghĩa
- Radków (Ba Lan) – từ năm 1954